# 椙山女学園大学短期大学部
椙山女学園大学短期大学部（すぎやまじょがくえんだいがくたんきだいがくぶ、英語: Sugiyama Jogakuen University Junior College）は、愛知県名古屋市千種区星が丘元町17番3号に本部を置いていた日本の私立大学である。1969年に設置され、2001年に廃止された。大学の略称は椙山短大。

## 概観

### 大学全体
- 学校法人椙山女学園による運営で既存の椙山女学園大学に併設されていた日本の私立短期大学[3]。
- 1969年に1学科2専攻で入学総定員200名体制で開学[4]。大学本部のある千種区の星が丘キャンパス内に設置された[5]。
- その後、1976年[6]、1991年にも入学定員が増員される。学科及び専攻数の増減はなし。
- 予て設置計画のあった文化情報学部の認可により、結局は1999年度の入学生を最後に、2001年に短期大学としての使命を終えた。

### 教育および研究
- 国文学と英文学に関する専門教育がなされていた。

### 沿革
- 1969年
  - 2月8日 左記を以て文部省[注 1]より短期大学の設置が認可される[7][8]。
  - 4月1日 左記を以て椙山女学園大学短期大学部が以下の学科体制で開学[9]。
    - 文学科
      - 国文専攻 入学定員100名
      - 英文専攻 入学定員100名
- 1976年
  - 4月1日 左記をもって入学定員を以下の通り変更する[10]。
    - 文学科[注 2]
      - 国文専攻 入学定員100→150
      - 英文専攻 入学定員100→150
- 1991年
  - 4月1日 左記をもって入学定員を以下の通り変更する。
    - 文学科 [注 3]
      - 国文専攻 入学定員150[13]→160[14]
      - 英文専攻 入学定員150[13]→160[14]
- 1999年 この年度をもって学生募集を終了[注 4]。
- 2001年
  - 12月20日 左記を以て正式廃止[16]。

## 基礎データ

### 所在地
- 愛知県名古屋市千種区星が丘元町17番3号

## 教育および研究

### 組織

#### 学科
- 文学科
  - 国文専攻: 修業年限 昼間部2年制、入学定員160名。
  - 英文専攻: 修業年限 昼間部2年制、入学定員160名。

#### 専攻科
- なし

#### 別科
- なし

#### 取得資格について
- 中学校教諭二種免許状[17]
  - 国文専攻: 国語
  - 英文専攻: 英語
- 図書館司書資格・司書教諭資格[17]

#### 研究
- 「冷却摂取およびwarming upが運動中の体温に及ぼす影響 : 運動生理学的研究I-」（『体力科學』所収）[1]

## 学生生活
- 留学: アメリカ、イギリス、カナダ、その他の国の大学へ夏期短期留学とホームステイなどを実施。

## 大学関係者一覧

### 大学関係者
- 椙山正弌 - 椙山女学園創設者
- 椙山正弘 - 元学園長
- 江原昭善 - 元学長、人類学者
- 桜井好朗 - 名誉教授、文学博士、国文学者、芸術選奨文部大臣賞受賞

### 主な出身者
- 岡本慶子 - 漫画家
- 斉城昌美 - ファンタジー作家
- くまみき（宇宙兄弟） - お笑いタレント
- 原田さとみ - タレント
- 神取恭子 - アナウンサー

## 施設

### キャンパス
- 名古屋市営地下鉄東山線星ヶ丘駅が最寄り駅となっていた。

### 学生食堂
- 学内にあり。

### 系列校
- 椙山女学園大学

## 卒業後の進路について

### 編入学・進学実績
- 系列の椙山女学園大学以外では、愛知県立大学・愛知大学・立命館大学などがあった。

## 特記事項
- 女子学生の短期大学への進学が４年生大学よりも一般的であった当時、中部地方での椙山短大の人気と学力は、青山学院女子短期大学と同等レベルであった。